# 戴旭
戴旭（1964年9月30日—），河南省民权县人，中国人民解放军空军大校，自主择业退役，现任民营企业华信能源旗下的中华能源基金委员会战略分析师（化名：龙韬）。《环球时报》军事评论员，多次在媒体和网络上发表强硬和极端言论。

## 生平
毕业於空军电讯工程学院（现中国人民解放军空军工程大学电讯工程学院）和空军政治学院（现中国人民解放军南京政治学院上海分院），是军事评论员，并在《环球时报》以及人民网、乌有之乡等媒体开设了专栏。
担任中国人民解放军国防大学教授。2010年12月，与郎咸平、郭一平、张宏良等九人一道，被选为“2010中国互联网九大风云人物”（“中国互联网九大风云人物”）。

## 作品
戴旭出版过多部军事题材图书：
- 《以血祭天：一个中国空军上尉关于现代战争的预言》
- 《盛世狼烟：一个空军上校的国防沉思录》
- 《20世纪世界空战》
- 《海图腾》
- 《读史随想》
- 《当代军事经典理论点评》
- 《C形包围》
- 《2030肢解中国——美国全球战略与中国危机》

## 争议言论
戴旭时常通过新浪微博上其实名认证的账号发表对时事的看法，同时也不时发出极端言论被斥“没有人性”，因其一贯强硬的态度也被称为中国的“鹰派”。
2012年9月28日，戴旭在新浪微博表示“比尔盖茨是共济会成员。他用疫苗搞慈善，首先是在非洲推广，目的是以种族暗杀的方式，实行美国和共济会对全世界的“计划生育”。他到中国来，也是这个意思。如此而已，岂有它哉！”
2013年4月6日，戴旭在新浪微博表示，禽流感和SARS是美国的生物心理武器，同时称中国“死不了几个，连中国车祸千分之一都不到。”此言一出即引起争议，其对不尊重生命的态度遭到网民批判，随后其删除了该言论。